# Domenico Giambonini
Domenico Giambonini (Lugano, 11 de novembre de 1868 - Bellinzona, 8 d'agost de 1956) va ser un tirador suís que va competir a començaments del segle xx.
El 1920 va prendre part en els Jocs Olímpics d'Anvers, on disputà dues proves del programa de tir. Guanyà la medalla de bronze en la prova de pistola militar, 30 metres per equips; mentre en la de pistola lliure, 50 metres per equips fou novè.